# Tallymann
Ein Tallymann ist ein Ladungskontrolleur im Seehafen, der beim Laden oder Löschen die über die Kaikante gehenden Mengen erfasst und auf äußerlich erkennbare Schäden kontrolliert (Monitur). Das Wort kommt aus dem Englischen (tally = Strichliste, Kerbholz; to tally = abhaken, nachzählen); die ursprüngliche Bezeichnung „Tailleur“ ist in diesem Zusammenhang heute unbekannt.
Im Speditionswesen wird mit Tallymann oder Tailleurbetrieb jemand bezeichnet, der in Seehäfen Güter (im Auftrag des Reeders) misst und zählt. Wiegen gehört nicht zu den Aufgaben eines Tallymanns. 
Das Handwerkszeug eines Tallymanns waren geeichte Maßknüppel (fünf Fuß = 1,52 m lange Messlatten), Rechenmaschinen und der sogenannte „Faulenzer“, ein Tabellenwerk, das das Rechnen erleichterte. Die Ergebnisse sind für die Berechnung der Fracht und für die Erstellung des Stauplans bindend. Die Weisungen des Tallymanns wurden von den Packern und Arbeitern der Gangs ausgeführt.

## Berufsausbildung
Die Ausbildung erfolgte früher durch Kapitäne, Mitte der 1950er Jahre wurde der Lehrberuf des Tallymanns geschaffen. Tallymann ist nun schon seit längerem keine Berufsbezeichnung mehr. In den 1970er Jahren wurden die Berufe Tallymann, Quartiersmann, Getreidekontrolleur, Warenkontrolleur, Baumwollküper und Schiffsladungskontrolleur zusammengefasst zu der Berufsbezeichnung Seegüterkontrolleur. Personen, die die Aufgaben eines Tallymanns ausführen, lernten dann bis zum Jahre 2005 den Beruf des Seegüterkontrolleurs. 2006 wurde dieser Beruf durch die Fachkraft für Hafenlogistik ersetzt. 

## Bananenlogistik
Im Jahrzehnt 1960–1970 wurden im Bananenschuppen des Hamburger Hafens große Mengen Bananen umgeschlagen. Die Früchte wurden anfangs unverpackt als Staude transportiert, später zunehmend als Bananenhände in Bananenkartons. Über Laufbänder gelangten die Früchte aus den Schiffen zu den Umschlagpositionen für die Umlagerung in Lkw oder Eisenbahn-Waggons. Der Tallymann verwendete bei den Bananenstauden ein Handzählgerät für die Ermittlung der ihm vorgegebenen Lademenge. Für Kartons errechnete er aus Grundfläche und Dachhöhe, unter Berücksichtigung von etwaigen Radkästen und gewölbten Dächern, die Anordnung und Stapelhöhe. 

## Banana Boat Song
Der Beruf wird im Banana Boat Song (die bekannteste Version stammt von Harry Belafonte) besungen, wo der Tallymann für das Zählen der Bananenbündel verantwortlich ist: Come, Mister tallyman, tally me banana, deutsch: Kommen Sie, Herr Tallymann, zählen Sie meine Bananen (das Lied handelt von jemandem, der im Hafen Schiffe mit Bananen belädt und Feierabend machen will). 